# هلی‌جت

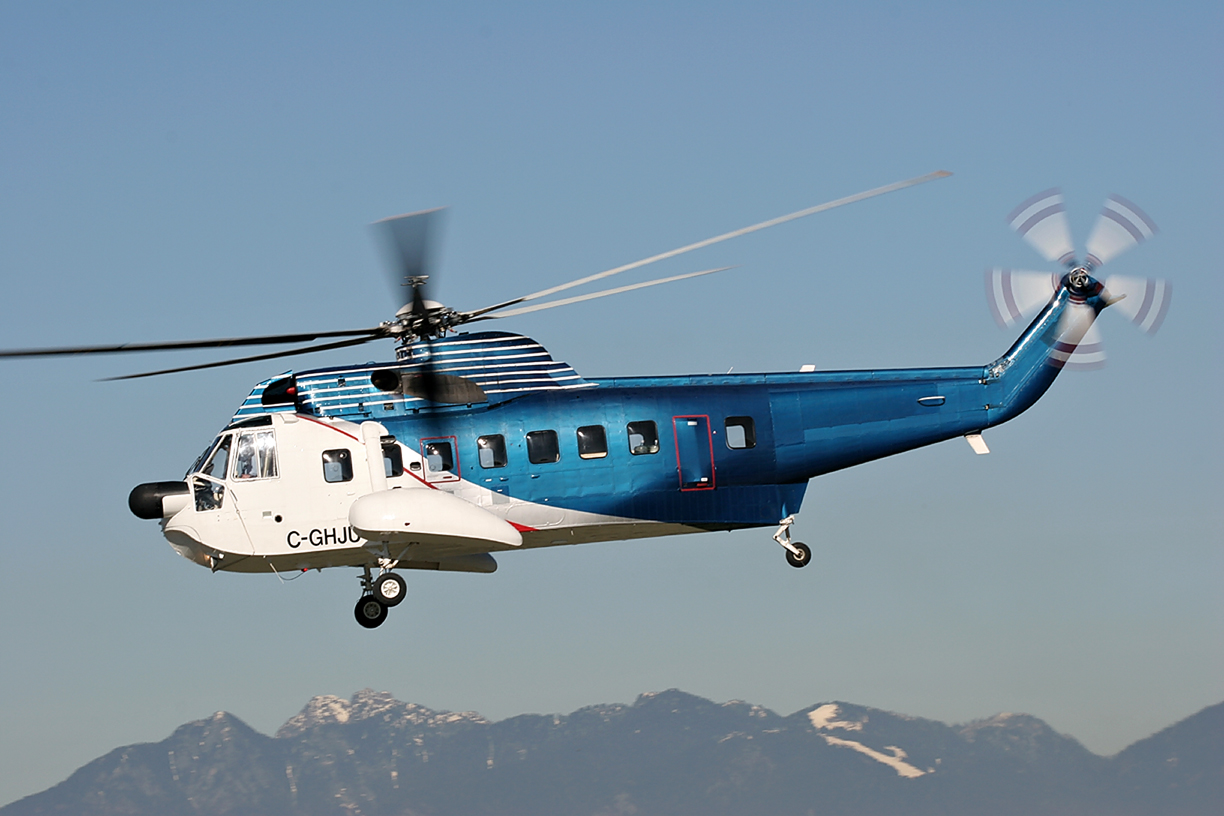
هلیکوپتر S61N متعلق به هلی‌جت در فرودگاه بین المللی ونکور

هلی‌جت (به انگلیسی: Helijet) یک شرکت هواپیمایی با کد یاتا JB است که در ۱۹۸۶ میلادی تأسیس شده‌است. دفتر مرکزی هلی‌جت در ونکوور، بریتیش کلمبیا، کانادا واقع شده‌است و قطب این شرکت هواپیمایی در فرودگاه بین‌المللی ونکوور قرار دارد و به ۴ مقصد، پرواز انجام می‌دهد.